# Kabarett Niedermair

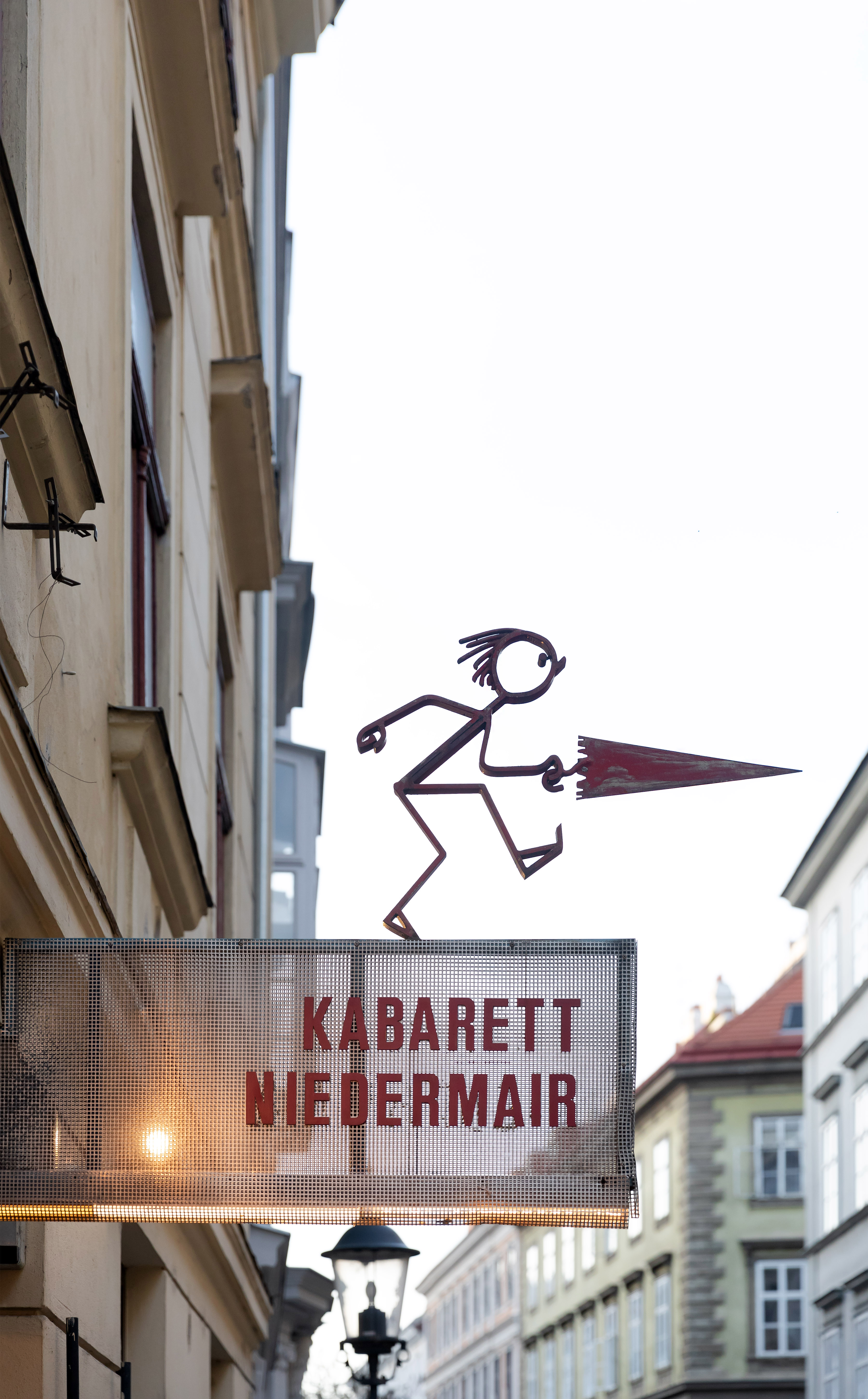
Kabarett Niedermair

Das Kabarett Niedermair ist ein Kabarett-Theater im 8. Wiener Gemeindebezirk Josefstadt, das 1983 von Nadja Niedermair gegründet wurde.

## Geschichte
Nadja Niedermair leitete von 1983 bis 1991 acht Jahre lang das Kabarett Niedermair. Von Anfang war es Brut- und Förderstätte für hochwertige und zukunftsweisende Kabarett- und Kleinkunstprogramme.
Viele bekannte Kabarettisten hatten ihre ersten Auftritte im Niedermair: Josef Hader, Thomas Maurer, Martin Puntigam, Leo Lukas, Mike Supancic und die Gruppe „Schlabarett“ (Alfred Dorfer, Peter Wustinger und Andrea Händler). Sie alle nutzten das im Niedermair halbjährlich veranstaltete „Sprungbrett“ für Newcomer als Startschuss für ihre Künstler-Laufbahnen.
Von 1991 bis 2001 leitete der Kabarettist I Stangl das Niedermair. In seine Ära fallen die ersten Bühnenauftritte von „Steinböck & Rudle“, Thomas Stipsits, Gery Seidl, Klaus Eckel u. a. I Stangl etablierte neben den Kabarettvorstellungen auch hochwertiges Kindertheater. Von 2001 bis 2003 leitete Doris Ringseis, Chefin der Wiener „Kulisse“, auch das Kabarett Niedermair. Seit 2004 leitet Andreas Fuderer das Niedermair. Er ist auch einer der drei Geschäftsführer des 2011 gegründeten „Stadtsaal“. Damit schuf er für das Niedermair mit nur 100 Sitzplätzen ein zweites Standbein in der Mariahilfer Straße, wo 400 Personen Platz finden.
Das Niedermair feierte sein 40-jähriges Bestehen 2023 mit einem viertägigen Festival, bei dem je ein Abend einer Dekade gewidmet war. Der Sender Österreich 1 würdigte das Jubiläum des „im gesamten deutschen Sprachraum als Brutkasten und Schatzkästchen des österreichischen Kabaretts gefeierten“ Hauses mit vier Folgen seiner Sendereihe Contra - Kabarett und Comedy.